# Памятник шоколаду
«Шоколадная фея» — памятник в городе Покров Владимирской области, высотой 3 метра и весом 600 кг.
Бронзовая статуя изготовлена в 2009 году и, по утверждениям прессы, является первым в мире памятником шоколаду. Монумент словно создан из плитки шоколада и представляет собой образ сказочной Феи с шоколадкой в руке. Памятник открыт 1 июля 2009 года и находится в нескольких шагах от покровского музея шоколада.
Открытие памятника состоялось в рамках 15-летия деятельности в России компании «Крафт Фудс», ставшей инициатором удивительного подарка городу, где расположена кондитерская фабрика компании, на которой производится шоколад марок «Alpen Gold», «Milka» и «Воздушный».
Конкурс на лучший проект статуи проводился среди владимирских и петербургских мастеров. В результате создателем первого памятника шоколаду стал Илья Шанин — владимирский скульптор, победитель европейского конкурса фигур из песка, чьи работы представлены в городах Германии, Австрии, Бельгии.

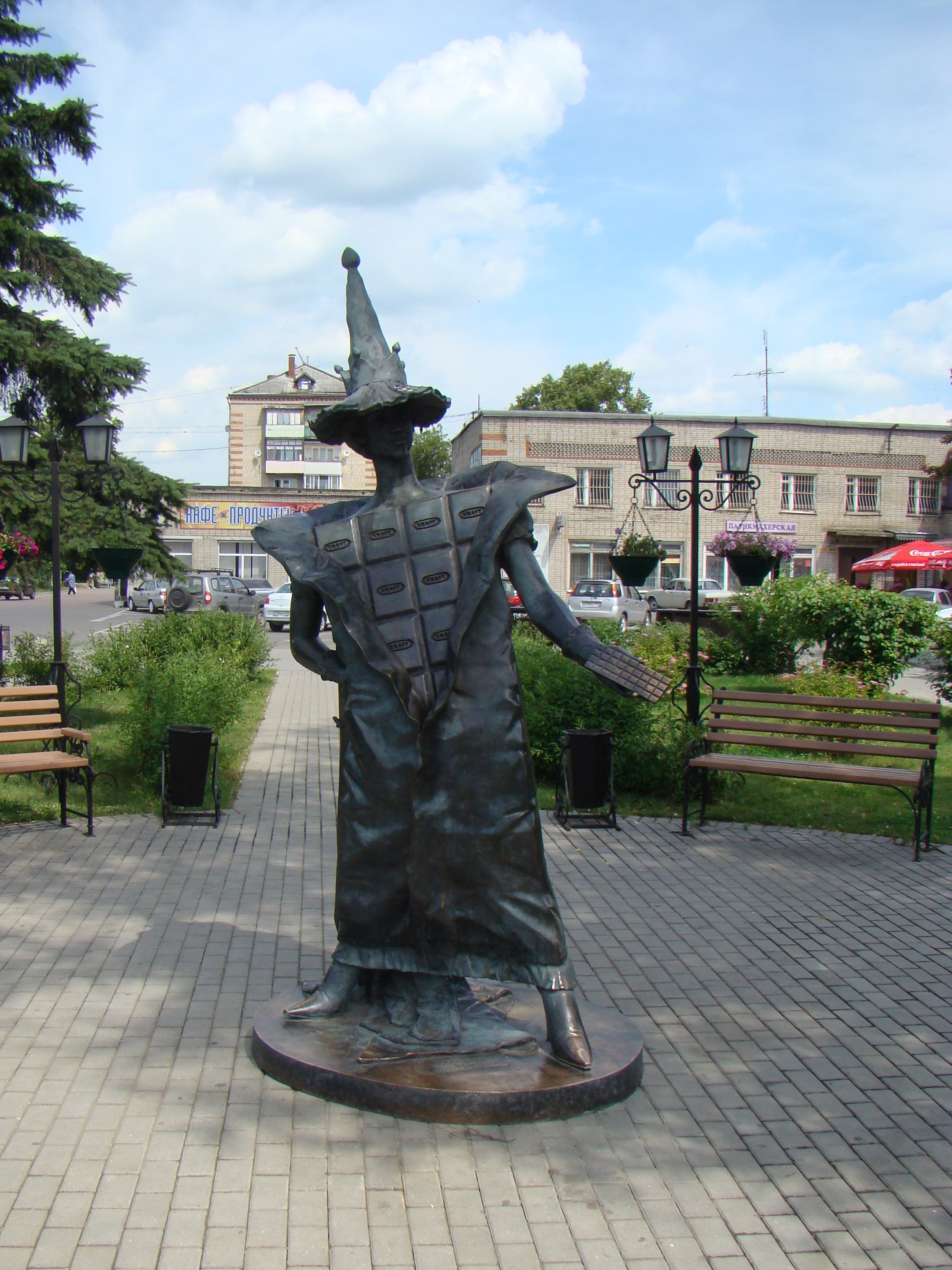
Памятник шоколаду в Покрове
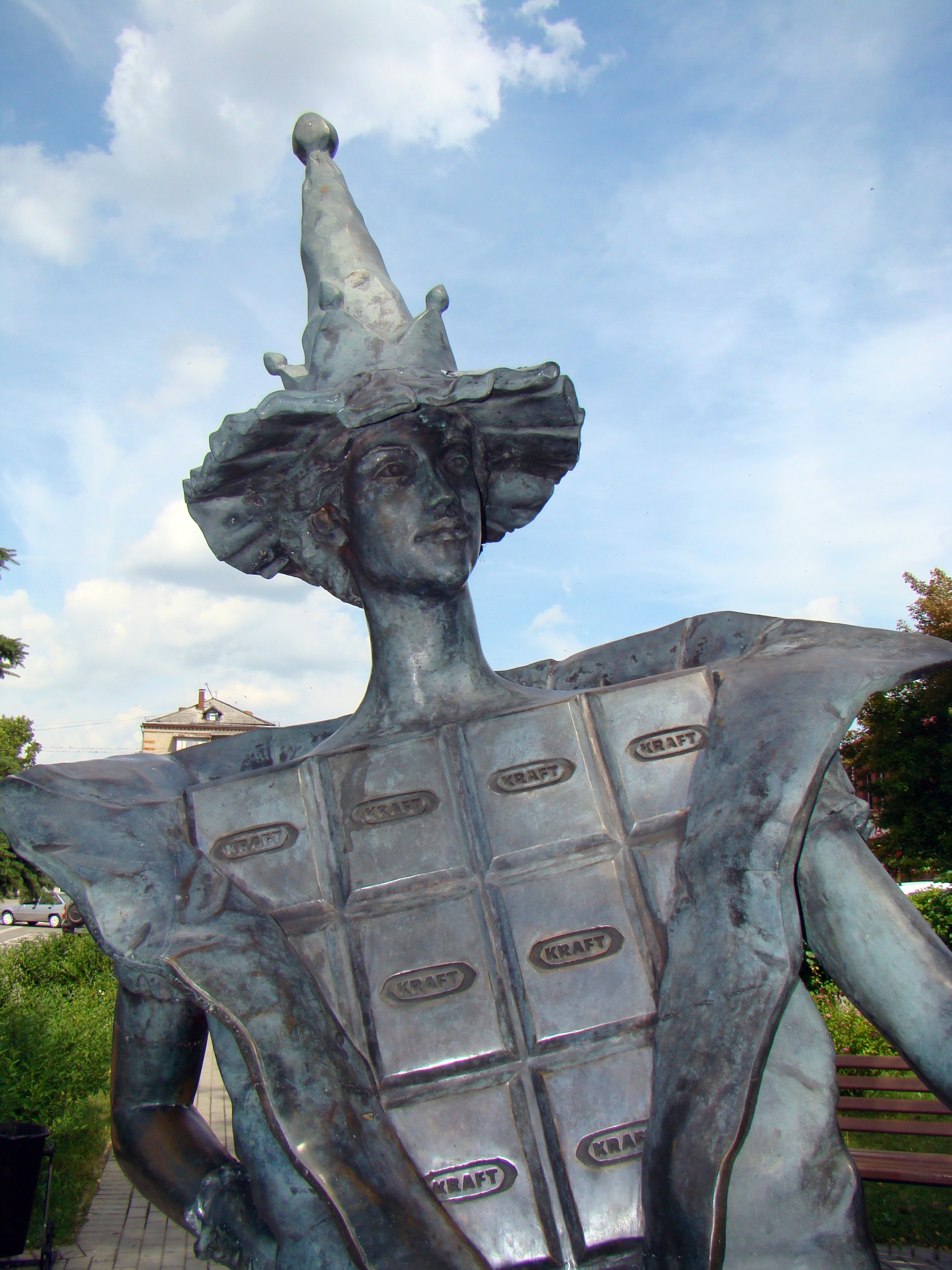
Голова и лицо скульптуры
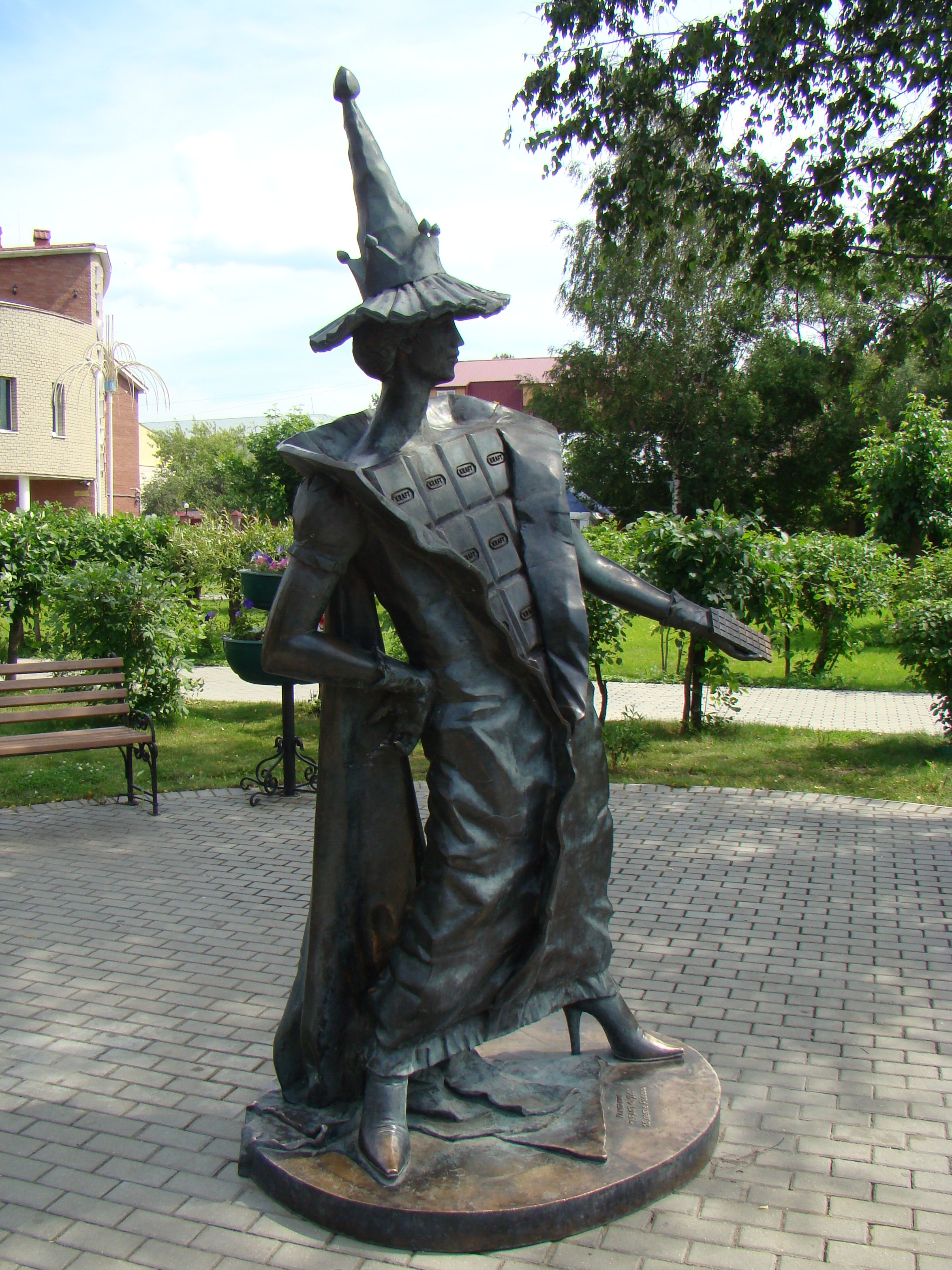
Вид сбоку
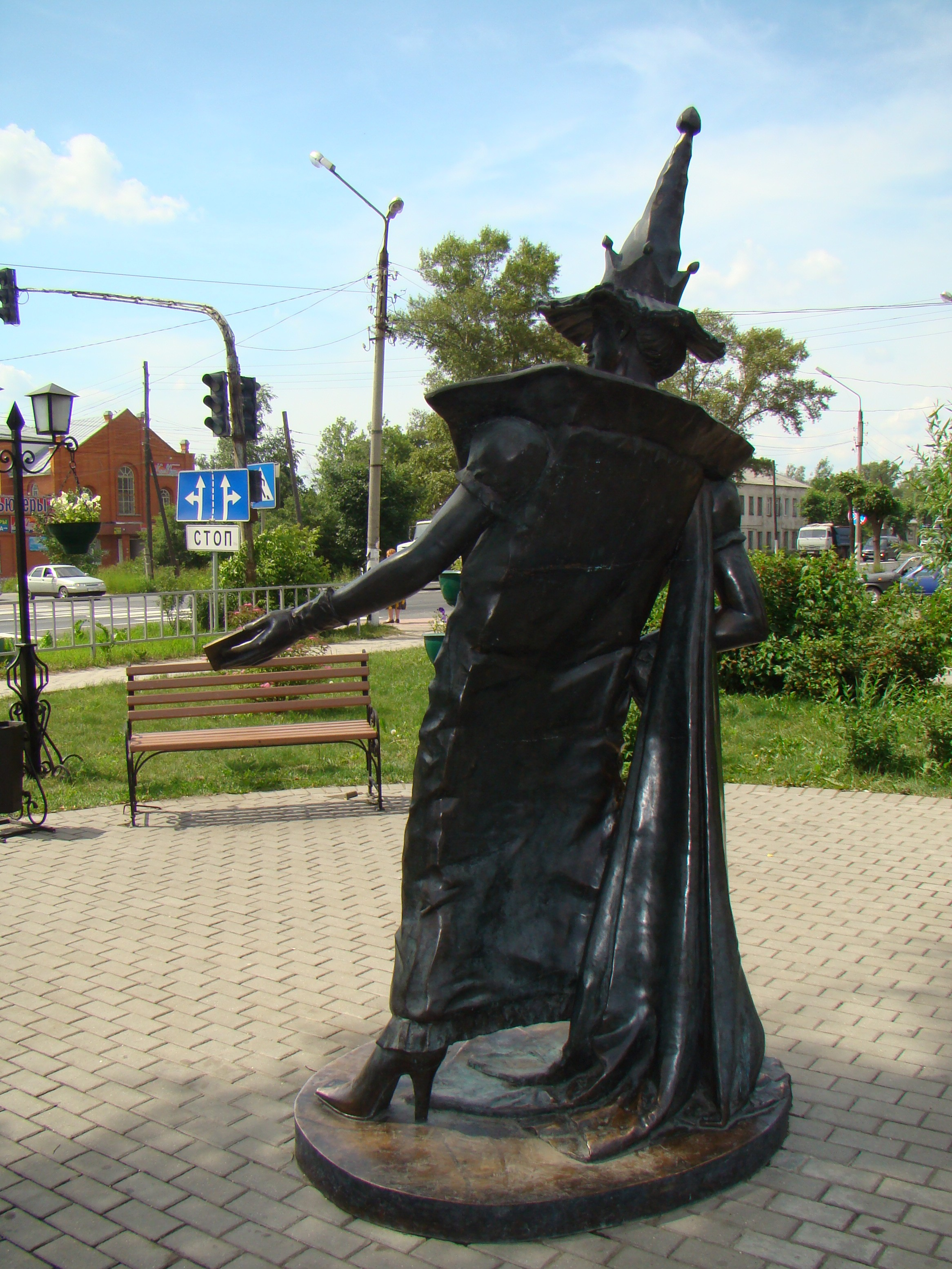
Вид сзади